# آیون اورمن
آیون اورمن (انگلیسی: Ion Overman؛ زادهٔ ۹ نوامبر ۱۹۷۶) یک هنرپیشه اهل ایالات متحده آمریکا است. وی از سال ۱۹۹۵ میلادی تاکنون مشغول فعالیت بوده‌است.